# Poundstock
 (septembre 2023).
Poundstock est une paroisse civile et un village des Cornouailles, en Angleterre.